# Binn

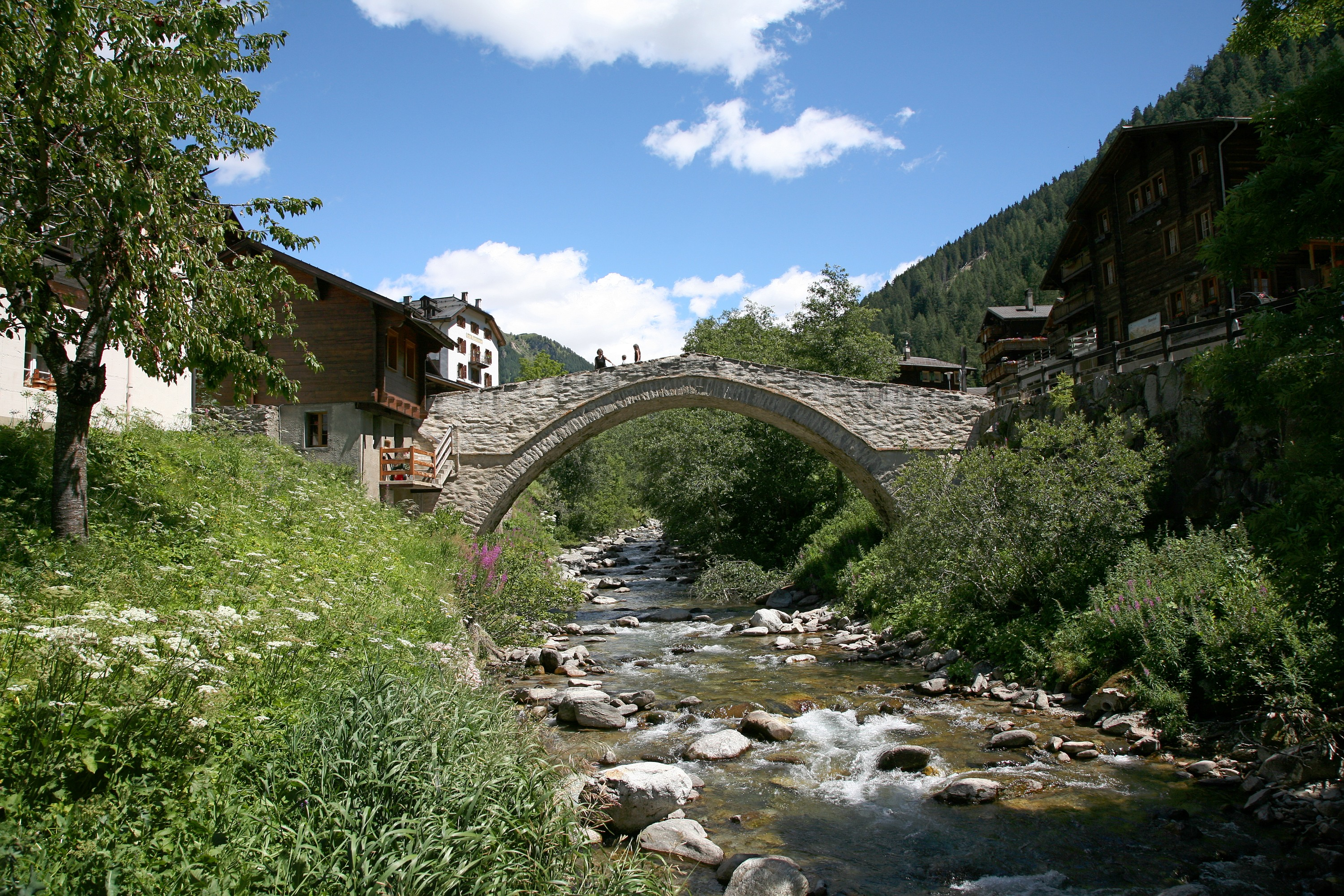
Brücke über die Binna bei Binn

Binn (walliserdeutsch Bi [bɪ]) ist eine Munizipalgemeinde und eine Burgergemeinde im Bezirk Goms sowie eine Pfarrgemeinde des Dekanats Ernen im Schweizer Kanton Wallis. Sie liegt im Binntal, einem Seitental der Rhone, welches von der Binna durchflossen wird, weshalb es auch Binnatal genannt wird.

## Orte
Die Gemeinde entstand aus der Talschaft Binn und besteht heute aus den bewohnten Orten Schmidighischere, Wileren, Giesse, Fäld und Ze Binne. In der einwohnerstärksten Ortschaft Schmidighischere befindet sich die Gemeindeverwaltung.
Die Wallfahrtskapelle Heiligkreuz steht auf Binner Boden; das gleichnamige Maiensässgebiet hingegen erstreckt sich auch auf das Gemeindegebiet von Grengiols.

## Geschichte
Binn wurde erstmals 1246 als Buyn urkundlich erwähnt; eine andere Namensform, Bondolum, findet sich 1379. Bis ins 17. Jahrhundert sind beide Varianten nebeneinander geläufig, etwa 1589 Bin, 1609 Bindoli, 1654 Bundulo und 1667 Bin, was zusammen mit der ohnehin erst spät einsetzenden Überlieferung eine sichere Deutung bis anhin verunmöglicht hat.
Im Gebiet der heutigen Gemeinde wurden latènezeitliche, keltische, gallorömische und römische Grab- und Streufunde gemacht, was die Bedeutung des Albrunpasses als Übergang vom Wallis nach Oberitalien bezeugt.
Im Mittelalter bildete Binn einen Viertel des unteren Zenden Goms (Ernen), war aber zugleich bis 1798 ein selbständiges Meiertum. Die Gerichtsbarkeit lag beim Bischof von Sitten, der sich erst durch einen Mistral, ab dem 15. Jahrhundert durch einen vom Volk gewählten und vom Bischof ernannten Meier vertreten liess. 1297 wird es als communitas erwähnt; seit 1429 besitzt es eigene Gemeindesatzungen. Eine selbständige Pfarrei bildet Binn seit 1296/1298.
Nach dem Ausbau der Strasse 1863/1864 und der Eröffnung des Hotels Ofenhorn 1883 gelangten die ersten Touristen und Mineralogen ins Tal. Der Verkauf von Mineralien bildete bis zum Ersten Weltkrieg einen lukrativen Nebenverdienst; anschliessend verfiel die Fundstelle Lengebach, bis sie 1958 wieder hergerichtet wurde. Die neuzeitliche Ausbeutung von Eisenerz wurde hingegen schon im 18. Jahrhundert aufgegeben.
1938 wurde eine wintersichere Fahrstrasse eröffnet, 1965 ein Strassentunnel in der Twingi. 1964 wurde das Tal zum Natur- und Heimatschutzgebiet erklärt («Landschaftspark Binntal»).

## Bevölkerung

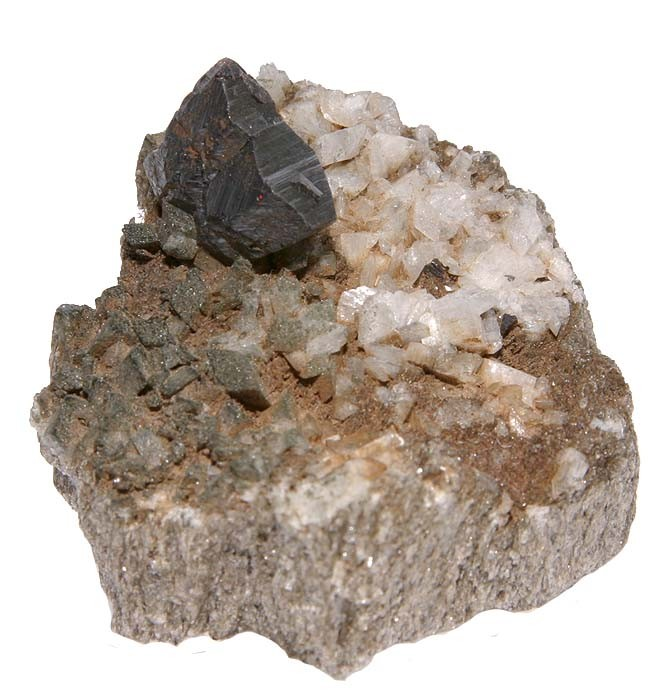
Rutil aus dem Lerchentini

| Bevölkerungsentwicklung | Bevölkerungsentwicklung | Bevölkerungsentwicklung | Bevölkerungsentwicklung | Bevölkerungsentwicklung | Bevölkerungsentwicklung | Bevölkerungsentwicklung |
| ----------------------- | ----------------------- | ----------------------- | ----------------------- | ----------------------- | ----------------------- | ----------------------- |
| Jahr                    | 1850                    | 1900                    | 1920                    | 1950                    | 1990                    | 2016                    |
| Einwohner               | 195                     | 233                     | 184                     | 193                     | 163                     | 144                     |

## Wirtschaft
Die Wirtschaft ist vom Tourismus und der Landwirtschaft geprägt. Die Gemeinde ist Teil des regionalen Naturparks Binntal. Binn ist bekannt für seine Mineralien; 19 Mineralien findet man nur im Binntal. Es gibt geführte Exkursionen in die Berge, um Mineralien zu finden. In diesem Dorf gibt es noch zwei Berufstrahler (Kristallsucher), die von ihrem Beruf leben können.

## Sehenswürdigkeiten
Neben den alten Holzhäusern in den Siedlungen gibt es folgende markante Bauwerke:
- Pfarrkirche St. Michael, 1561–65[4], Wilern
- Steinerne Bogenbrücke über die Binna, 1564, Schmidighischere
- Hotel Ofenhorn[5], 1881, Schmidighischere

Kapellen
- Wallfahrtskapelle Heiligkreuz, 1660[6]
- Kapelle Mariä Verkündigung, 1660[7], Giesse
- Kapelle St. Martin, 1660[8], Fäld
- Kapelle St. Antonius, 1690, Schmidighischere
- Kapelle St. Sebastian, 1725, Ze Binne

## Partnergemeinden
Binn pflegt freundschaftliche Beziehungen zu Arbon, Urtenen-Schönbühl und Baceno.